# Medalha Benjamin Franklin

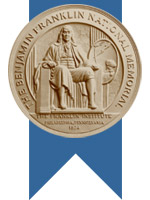
Medalha Benjamin Franklin

A Medalha Benjamin Franklin (em inglês:  Benjamin Franklin Medal) é um prêmio de ciência e engenharia concedido pelo Instituto Franklin, nos Estados Unidos.

## Laureados
A tabela a seguir lista os laureados da Medalha Benjamin Franklin (incluindo os vencedores do Prêmio Bower), de 1998 em diante.
| Ano  | Laureado                                      | Categoria                               |
| ---- | --------------------------------------------- | --------------------------------------- |
| 1998 | Emmanuel Desurvire                            | Engenharia                              |
| 1998 | Robert Betts Laughlin                         | Física                                  |
| 1998 | David Neil Payne                              | Engenharia                              |
| 1998 | Stanley Prusiner                              | Biologia                                |
| 1998 | Horst Ludwig Störmer                          | Física                                  |
| 1998 | Daniel Chee Tsui                              | Física                                  |
| 1998 | Ahmed Zewail                                  | Química                                 |
| 1999 | Noam Chomsky                                  | Computação e Ciência Cognitiva          |
| 1999 | Douglas Engelbart                             | Computação e Ciência Cognitiva          |
| 1999 | Walter Kaminsky                               | Química                                 |
| 1999 | Barry Marshall                                | Biologia                                |
| 1999 | John Mather                                   | Física                                  |
| 1999 | Richard W. Shorthill                          | Computação e Ciência Cognitiva          |
| 1999 | Akira Tonomura                                | Física                                  |
| 1999 | Victor Vali                                   | Computação e Ciência Cognitiva          |
| 2000 | John Cocke                                    | Computação e Ciência Cognitiva          |
| 2000 | Eric Allin Cornell                            | Física                                  |
| 2000 | Gordon Danby                                  | Engenharia Mecânica                     |
| 2000 | Eville Gorham                                 | Geologia                                |
| 2000 | Robert Grubbs                                 | Química                                 |
| 2000 | Wolfgang Ketterle                             | Física                                  |
| 2000 | Antoine Émile Henry Labeyrie                  | Engenharia Elétrica                     |
| 2000 | James R. Powell                               | Engenharia Mecânica                     |
| 2000 | Carl Wieman                                   | Física                                  |
| 2001 | Judah Folkman                                 | Biologia                                |
| 2001 | Alan Guth                                     | Física                                  |
| 2001 | Marvin Minsky                                 | Computação e Ciência Cognitiva          |
| 2001 | Barry Sharpless                               | Química                                 |
| 2001 | Rob Van der Voo                               | Geologia                                |
| 2001 | Bernard Widrow                                | Engenharia Elétrica                     |
| 2002 | Norman Allinger                               | Química                                 |
| 2002 | Mary-Dell Chilton                             | Biologia                                |
| 2002 | Sumio Iijima                                  | Física                                  |
| 2002 | Shuji Nakamura                                | Engenharia                              |
| 2002 | Alexandra Navrotsky                           | Geologia                                |
| 2002 | Lucy Suchman                                  | Computação e Ciência Cognitiva          |
| 2003 | Bishnu S. Atal                                | Engenharia Elétrica                     |
| 2003 | John Norris Bahcall                           | Física                                  |
| 2003 | Raymond Davis Jr.                             | Física                                  |
| 2003 | Jane Goodall                                  | Biologia                                |
| 2003 | Robin M. Hochstrasser                         | Química                                 |
| 2003 | Masatoshi Koshiba                             | Física                                  |
| 2003 | John McCarthy                                 | Computação e Ciência Cognitiva          |
| 2003 | Norman A. Phillips                            | Geologia                                |
| 2003 | Joseph Smagorinsky                            | Geologia                                |
| 2003 | Charles H. Thornton                           | Engenharia                              |
| 2004 | Roger Bacon                                   | Engenharia Mecânica                     |
| 2004 | Harry Barkus Gray                             | Química                                 |
| 2004 | Richard Karp                                  | Computação e Ciência Cognitiva          |
| 2004 | Robert B. Meyer                               | Física                                  |
| 2004 | Robert E. Newnham                             | Engenharia Elétrica                     |
| 2005 | Elizabeth Blackburn                           | Biologia                                |
| 2005 | Aravind Joshi                                 | Computação e Ciência Cognitiva          |
| 2005 | Yoichiro Nambu                                | Física                                  |
| 2005 | Peter Vail                                    | Geologia                                |
| 2005 | Andrew Viterbi                                | Engenharia Elétrica                     |
| 2006 | Ray Clough                                    | Engenharia                              |
| 2006 | Samuel Danishefsky                            | Química                                 |
| 2006 | Luna Bergere Leopold                          | Geologia                                |
| 2006 | Donald Norman                                 | Computação e Ciência Cognitiva          |
| 2006 | Fernando Nottebohm                            | Biologia                                |
| 2006 | Giacinto Scoles                               | Física                                  |
| 2006 | Jan Peter Toennies                            | Física                                  |
| 2006 | M. Gordon Wolman                              | Geologia                                |
| 2007 | Klaus Biemann                                 | Química                                 |
| 2007 | Robert Heath Dennard                          | Engenharia Elétrica                     |
| 2007 | Merton C. Flemings                            | Ciência dos materiais                   |
| 2007 | Arthur Bruce McDonald                         | Física                                  |
| 2007 | Steve Squyres                                 | Geologia                                |
| 2007 | Yōji Totsuka                                  | Física                                  |
| 2007 | Nancy S. Wexler                               | Biologia                                |
| 2008 | Victor Ambros                                 | Biologia                                |
| 2008 | David Baulcombe                               | Biologia                                |
| 2008 | Wallace S. Broecker                           | Geologia                                |
| 2008 | Albert Eschenmoser                            | Química                                 |
| 2008 | Deborah Jin                                   | Física                                  |
| 2008 | Judea Pearl                                   | Computação e Ciência Cognitiva          |
| 2008 | Arun Phadke                                   | Engenharia Elétrica                     |
| 2008 | Gary Ruvkun                                   | Biologia                                |
| 2008 | James Thorp                                   | Engenharia Elétrica                     |
| 2009 | Ruzena Bajcsy                                 | Computação e Ciência Cognitiva          |
| 2009 | Stephen James Benkovic                        | Biologia                                |
| 2009 | Frederick Grassle                             | Geociência e ciências do ambiente       |
| 2009 | Richard J. Robbins                            | Engenharia                              |
| 2009 | George Whitesides                             | Química                                 |
| 2009 | Lotfi Zadeh                                   | Engenharia Elétrica                     |
| 2010 | Juan Ignacio Cirac Sasturain                  | Física                                  |
| 2010 | Shafrira Goldwasser                           | Computação e Ciência Cognitiva          |
| 2010 | Peter Nowell                                  | Biologia                                |
| 2010 | Gerhard Sessler                               | Engenharia Elétrica                     |
| 2010 | Brian Spalding                                | Engenharia Mecânica                     |
| 2010 | JoAnne Stubbe                                 | Química                                 |
| 2010 | James Edward Maceo West                       | Engenharia Elétrica                     |
| 2010 | David Wineland                                | Física                                  |
| 2010 | Peter Zoller                                  | Física                                  |
| 2011 | Nicola Cabibbo                                | Física                                  |
| 2011 | John R. Anderson                              | Computação e Ciência Cognitiva          |
| 2011 | Jillian F. Banfield                           | Geologia e ciências do ambiente         |
| 2011 | Ingrid Daubechies                             | Engenharia Elétrica                     |
| 2011 | Dean Kamen                                    | Engenharia Mecânica                     |
| 2011 | Kyriacos Costa Nicolaou                       | Química                                 |
| 2012 | Vladimir Vapnik                               | Computação e Ciência Cognitiva          |
| 2012 | Lonnie Thompson e Ellen Stone Mosley-Thompson | Agronomia e Ciência Ambiental           |
| 2012 | Sean Carroll                                  | Biologia                                |
| 2012 | Jerry Nelson                                  | Engenharia Elétrica                     |
| 2012 | Rashid Sunyaev                                | Física                                  |
| 2012 | Zvi Hashin                                    | Engenharia Mecânica                     |
| 2013 | Jerrold Meinwald                              | Química                                 |
| 2013 | William Labov                                 | Ciência cognitiva                       |
| 2013 | Robert Berner                                 | Ciências do ambiente                    |
| 2013 | Rudolf Jaenisch                               | Biologia                                |
| 2013 | Subra Suresh                                  | Ciência dos materiais                   |
| 2013 | Alexander Dalgarno                            | Física                                  |
| 2014 | Shunichi Kawasaki                             | Engenharia elétrica                     |
| 2014 | Christopher Thomas Walsh                      | Química                                 |
| 2014 | Joachim Frank                                 | Biologia                                |
| 2014 | Daniel Kleppner                               | Física                                  |
| 2014 | Mark Kryder                                   | Engenharia elétrica                     |
| 2014 | Lisa Tauxe                                    | Geologia e ciências do ambiente         |
| 2014 | Ali Hasan Nayfeh                              | Engenharia mecânica                     |
| 2015 | Syukuro Manabe                                | Geologia e ciências do ambiente         |
| 2015 | Stephen Lippard                               | Química                                 |
| 2015 | Shoucheng Zhang                               | Física                                  |
| 2015 | Roger Harrington                              | Engenharia elétrica                     |
| 2015 | Eugene J. Mele                                | Física                                  |
| 2015 | Elissa Newport                                | Ciência computacional e cognitiva       |
| 2015 | Cornelia Bargmann                             | Biologia                                |
| 2015 | Charles Lewis Kane                            | Física                                  |
| 2016 | Nadrian Seeman                                | Química                                 |
| 2016 | Yale Patt                                     | Ciência computacional e cognitiva       |
| 2016 | Brian Atwater                                 | Geologia e ciências do ambiente         |
| 2016 | Solomon Wolf Golomb                           | Engenharia elétrica                     |
| 2016 | Robert Langer                                 | Biologia                                |
| 2016 | Shu Chien                                     | Engenharia mecânica                     |
| 2017 | Krzysztof Matyjaszewski                       | Química                                 |
| 2017 | Mitsuo Sawamoto                               | Química                                 |
| 2017 | Michael Posner                                | Ciência cognitiva                       |
| 2017 | Nick Holonyak                                 | Engenharia elétrica                     |
| 2017 | Douglas Cecil Wallace                         | Ciências da vida                        |
| 2017 | Mildred Dresselhaus                           | Ciência dos materiais                   |
| 2017 | Marvin Cohen                                  | Física                                  |
| 2018 | John Bannister Goodenough                     | Química                                 |
| 2018 | Vint Cerf                                     | Informática e ciência cognitiva         |
| 2018 | Robert Kahn                                   | Informática e ciência cognitiva         |
| 2018 | Susan Trumbore                                | Geologia                                |
| 2018 | Manijeh Razeghi                               | Engenharia elétrica                     |
| 2018 | Adrian Bejan                                  | Engenharia mecânica                     |
| 2018 | Helen Quinn                                   | Física                                  |
| 2019 | Eli Yablonovitch                              | Engenharia elétrica                     |
| 2019 | Gene Likens                                   | Ecologia                                |
| 2019 | Marcia Johnson                                | Psicologia                              |
| 2019 | James Patrick Allison                         | Biologia                                |
| 2019 | John Ashley Rogers                            | Ciência dos materiais                   |
| 2019 | John Hopfield                                 | Física                                  |
| 2021 | Roberto Car                                   | Química                                 |
| 2021 | Michele Parrinello                            | Química                                 |
| 2021 | Henry Kapteyn                                 | Física                                  |
| 2021 | Margaret Murnane                              | Física                                  |
| 2021 | Jeremy Nathans                                | Ciência da Vida                         |
| 2021 | Clayton Daniel Mote Jr.                       | Engenharia mecânica                     |
| 2021 | Monica Turner                                 | Ciências da Terra e do Meio Ambiente    |
| 2021 | Barbara Partee                                | Ciência da Computação e Cognição        |
| 2021 | Kunihiko Fukushima                            | Prêmio Bower para realização em ciência |
| 2021 | Arthur Levinson                               | Prêmio Bower para Liderança Empresarial |
| 2022 | Sallie Chisholm                               | Ciências da Terra e do Meio Ambiente    |
| 2022 | Sheldon Weinbaum                              | Engenharia Biomédica                    |
| 2022 | Carol Robinson                                | Química                                 |
| 2022 | Russel Dupuis                                 | Engenharia elétrica                     |
| 2022 | Daniel Dapkus                                 | Engenharia elétrica                     |
| 2022 | Katalin Karikó                                | Ciência da vida                         |
| 2022 | Drew Weissman                                 | Ciência da vida                         |
| 2022 | Ed Stone                                      | Física                                  |